# Caplacizumab
Il caplacizumab (ALX-0081 secondo la Denominazione Comune Internazionale) è un anticorpo monoclonale umanizzato, di tipo immunoglobulinico, progettato per il trattamento della porpora trombotica trombocitopenica e di alcune forme di trombosi. Il farmaco, sviluppato dall'azienda di biotecnologie Ablynx sotto il nome commerciale di Cablivi, è stato approvato nell'Unione Europea il 30 agosto 2018; la sua commercializzazione è autorizzata per il trattamento di adulti affetti da porpora trombocitopenica trombotica, in un contesto di immunosoppressione e di pregresse plasmaferesi.
Legandosi al fattore di von Willebrand, il caplacizumab inibisce l'aggregazione delle piastrine, riducendo così il danno d'organo connesso ad eventi ischemici; sono stati riportati risultati soddisfacenti in uno studio clinico in fase II, denominato TITAN.
È stato approvato negli Stati Uniti, nel febbraio 2019, l'uso dell'anticorpo nei pazienti adulti affetti da porpora trombotica trombocitopenica acquisita, in combinazione con plasmaferesi e terapia immunosoppressiva.